# William V. Roth

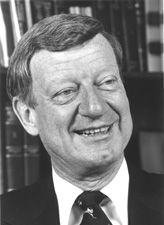
William V. Roth

William Victor „Bill“ Roth Jr. (* 22. Juli 1921 in Great Falls, Montana; † 13. Dezember 2003 in Washington, D.C.) war ein US-amerikanischer Politiker (Republikanische Partei), der den Bundesstaat Delaware in beiden Kammern des Kongresses vertrat.

## Leben
Nach dem Besuch der öffentlichen Schulen in Helena und dem High-School-Abschluss in dieser Stadt studierte William Roth bis 1943 an der University of Oregon, ehe er 1947 die Harvard Business School absolvierte und 1949 auch sein juristisches Examen an der Law School in Harvard bestand. Zuvor hatte er im Zweiten Weltkrieg in einer nachrichtendienstlichen Einheit der US Army gedient, der er von 1943 bis 1946 angehörte.
1950 wurde Roth in die Anwaltskammer von Kalifornien aufgenommen; vier Jahre später zog er nach Delaware und ließ sich dort dauerhaft nieder. Er arbeitete als Firmenanwalt für die Hercules Corporation, ein Chemieunternehmen mit Sitz in Wilmington. 1965 heiratete er Jane Richards, eine Juristin, die später Bundesrichterin am United States Court of Appeals für den dritten Gerichtskreis wurde. Das Paar hatte zwei Kinder.

## Politik
Erstmals bewarb sich Roth 1960 um ein politisches Amt, doch er verlor die Wahl zum Vizegouverneur von Delaware gegen den Demokraten Eugene Lammot sehr knapp. 1966 trat er zur Wahl um Delawares Sitz im Repräsentantenhaus der Vereinigten Staaten gegen den demokratischen Amtsinhaber Harris B. McDowell an und setzte sich mit 56 Prozent der Stimmen durch; zwei Jahre später traf er erneut auf McDowell und gewann mit noch größerem Vorsprung, sodass er sein Abgeordnetenmandat ursprünglich bis zum 3. Januar 1971 hätte ausüben können.
Er legte dieses aber am 31. Dezember 1970 nieder, nachdem er zuvor in den US-Senat gewählt worden war. Dort nahm er seinen Sitz am Tag darauf ein, weil sein nicht mehr kandidierender Vorgänger John J. Williams vorzeitig zurückgetreten war, um seinem Nachfolger einen früheren Einstieg zu ermöglichen. In der Folge gelang Roth viermal die Wiederwahl; das beste Ergebnis erzielte er dabei im Jahr 1988, als er gegen Shien Biau Woo, den demokratischen Vizegouverneur Delawares, mit 62 Prozent der Wählerstimmen siegte.
Als Senator agierte Roth in finanzpolitischer Hinsicht konservativ. Vom 12. September 1995 bis zum 3. Januar 2001 übte er den Vorsitz im Finanzausschuss des Senats aus und machte sich in dieser Funktion stets für Steuersenkungen stark. Gemeinsam mit Jack Kemp brachte er 1981 den Entwurf für ein Steuersenkungsgesetz ein, das als Kemp-Roth Tax Cut bekannt wurde. Allerdings war er auch einer der wenigen Republikaner, die 1994 für ein Gesetz zur Schusswaffenkontrolle stimmten. Im Jahr 2000 bewarb er sich ein weiteres Mal um die Wiederwahl, kam jedoch nur auf einen Stimmenanteil von 44 Prozent und unterlag damit dem demokratischen Gouverneur von Delaware, Tom Carper, der ihn folglich am 3. Januar 2001 im Senat ablöste. Knapp drei Jahre später verstarb William Roth in Washington.